# Andrew Dabb
Andrew Dabb (nascido em Ogden, Utah) é um roteirista americano, que trabalha em séries televisão, filmes e graphic novels. As obras de Dabb incluem Ghostbusters: Legion, Happydale: Devils in the Desert e Atomika; assim como G.I. Joe e a série Dungeons & Dragons. Dabb escreveu a webcomic Slices para opi8.com. Dabb atualmente escreve para a série de TV Supernatural na rede The CW. Ele desenvolveu um possível spin-off de Supernatural, intitulado Bloodlines. Ele se tornou showrunner da duodécima temporada da série, substituindo Jeremy Carver.